# Наутилус: Повелитель океану
Наутилус: Повелитель океану (в оригіналі англ. «30,000 Leagues Under the Sea» — «30000 льє під водою») — американський пригодницький фільм 2007 року, мокбастер, екранізація роману Жуля Верна «20000 льє під водою». Знятий кінокомпанією The Asylum.

## Сюжет
Пропадає підводний міні-човен, на якому знаходилося кілька десятків людей. З'ясовується, що викрадачем був величезний спрут. Тоді на пошуки зниклих вирушає рятувальний загін під командуванням лейтенанта Майкла Аронакса і його дружини. Проте їхній корабель потрапляє в катастрофу, і Аронакс разом з колишньою дружиною і трьома членами команди опиняється на величезному підводному човні «Наутилус». Цим човном управляє таємничий капітан Немо, який врятував їх не зовсім з добрих спонукань. Його завданням є захоплення всього світу, але головне — відновлення затонулого міста Атлантида. Спрут виявився механічним і був побудований самим Немо. Викрадена субмарина була ним же вкрадена, тепер його можуть зупинити тільки Аронакс і його команда.

## У ролях
| Актор           | Роль                         |
| --------------- | ---------------------------- |
| Лоренцо Ламас   | лейтенант Арронакс           |
| Наталі Стоун    | лейтенант-командер Консель   |
| Шон Ловлор      | капітан Немо                 |
| Кім Літтл       | спеціаліст Дона Састін       |
| Деклан Джойс    | Купер                        |
| Керрі Вашингтон | медичний офіцер Марісса Брау |
| Спенсер Джонс   | боцман Раскін                |

## Виробництво
Фільм був створений компанією The Asylum та знятий у Лос-Анджелесі (Каліфорнія) у 2007 році з бюджетом у 500 000 доларів.